# Eunice frauenfeldi
Eunice frauenfeldi är en ringmaskart som beskrevs av Grube 1868. Eunice frauenfeldi ingår i släktet Eunice och familjen Eunicidae. Inga underarter finns listade i Catalogue of Life.